# Vilanova d’Escornalbou
Vilanova d’Escornalbou település Spanyolországban, Tarragona tartományban. Vilanova d’Escornalbou Mont-roig del Camp, Colldejou, L'Argentera és Riudecanyes községekkel határos. Lakosainak száma 610 fő (2024).

## Népesség
A település népessége az elmúlt években az alábbi módon változott:
| Lakosok száma | 293  | 783  | 583  | 472  | 443  | 469  | 559  | 540  | 545  | 610  |
|               | 1717 | 1887 | 1936 | 1960 | 1986 | 2004 | 2009 | 2014 | 2019 | 2024 |